# Mosses
Mosses est une municipalité américaine située dans le comté de Lowndes en Alabama.

## Géographie
Mosses est située dans le centre de l'Alabama, au sein de la Black Belt. Elle se trouve au sud-ouest de Montgomery, la capitale de l'État.
Selon le Bureau du recensement des États-Unis, la municipalité de Mosses s'étend sur 4,78 milles carrés (12,38 km2).

## Démographie
Selon le recensement de 2010, Mosses compte 1 029 habitants. Sa population est estimée à 1 104 habitants en 2016, dont 99,5 % d'Afro-Américains.
| 1970 | 1980 | 1990  | 2000  | 2010  | - |
| ---- | ---- | ----- | ----- | ----- | - |
| 158  | 649  | 1 072 | 1 101 | 1 029 | - |